# Plecotus homochrous
Plecotus homochrous (Hodgson, 1847) è un pipistrello della famiglia dei Vespertilionidi diffuso nel Subcontinente indiano.

## Descrizione

### Dimensioni
Pipistrello di piccole dimensioni, con la lunghezza della testa e del corpo tra 40 e 45 mm, la lunghezza dell'avambraccio tra 36,5 e 40,3 mm, la lunghezza della coda tra 48 e 50 mm, la lunghezza del piede tra 7 e 8 mm e la lunghezza delle orecchie tra 39 e 41 mm.

### Aspetto
La pelliccia è lunga, densa e lanosa. Le parti dorsali sono marroni scure con la base dei peli più scura, mentre le parti ventrali sono come il dorso con la punta dei peli biancastra che dona un aspetto brizzolato. Il muso è conico e chiaro. Le orecchie sono enormi, ovali, marroni scure e unite sulla fronte da una sottile membrana cutanea. Il trago è lungo circa la metà del padiglione auricolare, affusolato e con l'estremità smussata. Le membrane alari sono marroni scure. Le dita dei piedi sono cosparse di peli marroni e munite di corti artigli brunastri e fortemente ricurvi. La coda è lunga ed inclusa completamente nell'ampio uropatagio.

## Biologia

### Comportamento
Si rifugia all'interno di capanne abbandonate, grotte e cavità degli alberi.

### Alimentazione
Si nutre di insetti.

## Distribuzione e habitat
Questa specie è diffusa nella provincia orientale pakistana del Punjab, nello stato indiano settentrionale dell'Uttarakhand e nel Nepal.
Vive nelle foreste di conifere miste a querce, foreste sub-tropicali decidue e sempreverdi tra 2.000 e 3.120 metri di altitudine.

## Conservazione
La IUCN non ha definito nessun criterio di conservazione per questa specie.